# Agent Provocateur
Ein Agent Provocateur [aˈʒɑ̃ pʁɔvɔkaˈtœʁ] (frz. für ‚provozierender Agent‘, Lockspitzel; Plural Agents Provocateurs) ist ein Agent eines Nachrichtendienstes, der eine Gruppe oder Organisation infiltrieren und deren Mitglieder zu gesetzeswidrigen Handlungen verleiten soll, um die Aufmerksamkeit der Behörden zu erregen. Agents provocateurs wurden etwa Ende des 19. Jahrhunderts gegen Gewerkschaften eingesetzt, um Ausschreitungen zu provozieren, mit welchen dann Polizeigewalt gegen Arbeitergruppen gerechtfertigt wurde. Im weiteren Sinne wird damit auch ein Handeln bezeichnet, das durch die gezielte Vortäuschung oder auch Provokation einer ruchbaren Handlung die Stärkung der eigenen Position und die Legitimation für einen Eingriff anstrebt. 
Wegen der Gefahr, dass der Staat sich auf diese Weise zumindest indirekt als Gesetzesbrecher betätigt und Taten provoziert, die ohne den Agenten gar nicht begangen worden wären, ist der Einsatz solcher Agenten in Demokratien meist gesetzlich oder durch höchstrichterliche Rechtsprechung streng reglementiert. Es sind Fälle bekannt, auch in Deutschland, bei denen solche Agenten rechtswidrig eingesetzt wurden, etwa zur verdeckten Störung von sozialen Bewegungen und der gewalttätigen Eskalation von Demonstrationen.

## Strafrecht
Der Einsatz eines Agent Provocateur durch den Staat erfolgt üblicherweise im Auftrag von Behörden wie Staatsanwaltschaft, Polizei oder Geheimdiensten und bezweckt idealerweise die Begehung eines unbeendeten Tatversuchs (Haupttat) mit der Möglichkeit üblicher Beweissicherung (→ in flagranti). Ziel eines solchen Einsatzes ist, verhüllte und gefährliche Kriminalität aus der Straflosigkeit zu locken. Ein Agent Provocateur entstammt regelmäßig dem verdeckten Mitarbeiterumfeld, etwa als V-Mann, verdeckter Ermittler oder inoffizieller Mitarbeiter.

### Deutschland
Wer die Tat eines anderen provoziert und dabei sicher davon ausgeht, den anderen beim Versuch zu überführen, kann regelmäßig nicht wegen Anstiftung zu dieser Haupttat bestraft werden, weil ihm der erforderliche doppelte Anstiftervorsatz hinsichtlich des Taterfolgs fehlt (§ 26 StGB).
Die ältere Rechtsprechung geht davon aus, dass der Einsatz von V-Personen und von verdeckt arbeitenden Polizeivollzugsbeamten zur Bekämpfung besonders gefährlicher und schwer aufklärbarer Kriminalität, zu der auch der Rauschgifthandel gehört, notwendig und zulässig ist. Tatprovozierendes Verhalten polizeilicher Lockspitzel kann indes nur innerhalb der durch das Rechtsstaatsprinzip gesetzten Grenzen hingenommen werden.
Die vom Bundesgerichtshof (BGH) in seiner älteren Rechtsprechung entwickelten wesentlichen Wertungsgesichtspunkte lauten:
- Grundlage und Ausmaß des gegen den Angeklagten bestehenden Verdachts,
- Art, Intensität und Zweck der Einflussnahme,
- Tatbereitschaft und
- eigene, nicht fremdgesteuerte Aktivitäten des Angeklagten.

Der 1. Strafsenat des BGH nahm in seinem Urteil vom 23. Mai 1984 kein Verfahrenshindernis durch den unzulässigen Lockspitzeleinsatz an, sondern löste den Fall auf der Seite der Schuld des Angeklagten durch Strafmilderung. Wird eine unverdächtige und zunächst nicht tatgeneigte Person durch die von einem Amtsträger geführte Vertrauensperson in einer dem Staat zuzurechnenden Weise zu einer Straftat verleitet und führt dies zu einem Strafverfahren, liegt darin ein Verstoß gegen den Grundsatz des fairen Verfahrens gemäß Art. 6 Abs. 1 Satz 1 EMRK. Dieser Verstoß ist in den Urteilsgründen festzustellen. Er ist nach der älteren Rechtsprechung bei der Festsetzung der Rechtsfolgen zu kompensieren. Das Maß der Kompensation für das konventionswidrige Handeln ist gesondert zum Ausdruck zu bringen.
Anders entschied in der neueren Rechtsprechung der 2. Strafsenat des BGH: Die rechtsstaatswidrige Provokation einer Straftat durch Angehörige von Strafverfolgungsbehörden oder von ihnen gelenkte Dritte hat regelmäßig ein Verfahrenshindernis zur Folge. Vorangegangen war diesem neueren Urteil des 2. Strafsenats des BGH insbesondere das Urteil des Europäischen Gerichtshofs für Menschenrechte (EGMR) in der Sache Furcht gegen Deutschland vom 23. Oktober 2014.
Das Bundesverfassungsgericht sagte zu dieser Problematik: „Unter Berücksichtigung der Rechtsprechung des EGMR werden die Strafgerichte gleichwohl zukünftig zu erwägen haben, in vergleichbaren Fällen ausdrücklich ein Verwertungsverbot bezüglich der unmittelbar durch die rechtsstaatswidrige Tatprovokation gewonnenen Beweise, also insbesondere bezüglich der unmittelbar in die rechtsstaatswidrige Tatprovokation verstrickten Tatzeugen, auszusprechen.“
Der EGMR in Straßburg stellt in seiner Entscheidung in der Sache Furcht gegen Deutschland folgende sieben Leitsätze auf, an denen sich der Einsatz eines Agent Provocateur zu orientieren hat:
1. Es kann zulässig sein, verdeckte Ermittler einzusetzen, sofern der Einsatz klar abgegrenzt und abgesichert ist. Die Ausbreitung des organisierten Verbrechens verlangt wirksame Maßnahmen, doch nimmt das Recht auf eine geordnete Rechtspflege eine so herausragende Stellung ein, dass es nicht der Zweckmäßigkeit geopfert werden darf.
2. Das öffentliche Interesse an der Bekämpfung der Kriminalität kann die Verwendung von Beweisen, die durch polizeiliche Anstiftung gewonnen werden, nicht rechtfertigen, denn das würde den Angeklagten der Gefahr aussetzen, dass ihm das Recht auf ein faires Verfahren von Beginn an und endgültig genommen wird.
3. Anstiftung liegt vor, wenn sich die Polizisten nicht darauf beschränken, strafbares Verhalten zu ermitteln, sondern den Betroffenen verleiten, eine Straftat zu begehen, die er sonst nicht begangen hätte. Grund für das Verbot der Anstiftung durch die Polizei ist, dass sie die Aufgabe hat, Straftaten zu verhüten und aufzuklären, aber nicht, ihre Begehung herbeizuführen.
4. Die Strafverfolgungsbehörden müssen beweisen, dass es keine Anstiftung gegeben hat, vorausgesetzt, dass die Behauptungen des Angeklagten nicht völlig unwahrscheinlich sind. In der Praxis kann es schwierig sein, dieser Beweislast zu genügen, wenn die verdeckten Maßnahmen nicht förmlich genehmigt und überwacht wurden. Deswegen ist ein verständliches und vorhersehbares Verfahren für die Genehmigung von Ermittlungsmaßnahmen sowie deren ordnungsgemäße Überwachung notwendig. Bei verdeckten Maßnahmen ist die gerichtliche Überwachung das am besten geeignete Mittel.
5. Wenn Behörden oder Gerichte eine Entscheidung oder Maßnahme zu Gunsten des Beschwerdeführers treffen, genügt das grundsätzlich nicht, um ihm die Opfereigenschaft im Sinne von Art. 34 EMRK zu nehmen, es sei denn, sie haben die Konventionsverletzung ausdrücklich oder der Sache nach anerkannt und Wiedergutmachung geleistet.
6. Damit ein Verfahren im Sinne von Art. 6 I EMRK fair ist, müssen alle durch polizeiliche Anstiftung gewonnenen Beweismittel ausgeschlossen werden oder es müssen auf andere Weise vergleichbare Ergebnisse herbeigeführt werden.
7. Im vorliegenden Fall sind die durch die polizeiliche Anstiftung erlangten Beweismittel in dem Verfahren gegen den Beschwerdeführer verwertet und seine Verurteilung ist auf diese Beweise gestützt worden. Eine erhebliche Milderung der Strafe ist kein Verfahren mit vergleichbaren Ergebnissen wie der Ausschluss der Beweismittel. Folglich wurde dem Beschwerdeführer keine ausreichende Wiedergutmachung für die Verletzung von Art. 6 I EMRK gewährt und er kann weiter behaupten, Opfer einer Verletzung von Art. 6 I EMRK zu sein.[11]

#### Agents Provocateurs bei Demonstrationen
Immer wieder gibt es Diskussionen über von der Polizei zur Eskalation von Demonstrationen eingeschleuste Agents Provocateurs, wie z. B. bei den Demonstrationen gegen den G8-Gipfel in Heiligendamm oder möglicherweise gegen Stuttgart 21. In einem Interview mit dem Hamburger Abendblatt äußerte ein Polizist, der anonym bleiben wollte, im Jahr 2012:

„Ich weiß, dass wir bei brisanten Großdemos verdeckt agierende Beamte, die als taktische Provokateure, als vermummte Steinewerfer fungieren, unter die Demonstranten schleusen. Sie werfen auf Befehl Steine oder Flaschen in Richtung der Polizei, damit die dann mit der Räumung beginnen kann.“

#### Entscheidungen des Bundesverfassungsgerichts
- BVerfGE 57, 250 – V-Mann
- Beschluss vom 19. Oktober 1994, NJW 1995, 651[17]
- BVerfGE 107, 339 – NPD-Verbotsverfahren
- Beschluss vom 18. Dezember 2014, NJW 2015, 1083[18]

#### BGH-Urteile
- BGHSt 32, 345 – Tatprovokation polizeilicher Lockspitzel, Volltext
- BGHSt 45, 321 – Tatprovokation durch Vertrauensperson, Volltext
- BGHSt 47, 44 – Tatprovokation durch Vertrauensperson, Volltext
- BGH, Beschluss vom 10. Juni 2015, 2 StR 97/14 – Strafverfahren: Verfahrenshindernis bei rechtsstaatswidriger Tatprovokation, NJW 2016, 91 mit Anmerkung Ulrich Eisenberg, Volltext
- BGH, Urteil vom 16. Dezember 2021 - 1 StR 197/21, Volltext

### Österreich
Die österreichische Strafprozessordnung enthält in § 5 Abs. 3 StPO ein ausdrückliches Verbot des Lockspitzeleinsatzes. Gleichwohl hat es der Oberste Gerichtshof bisher stets abgelehnt, aus einer Verletzung dieser Vorschrift prozessuale oder materiellrechtliche Folgerungen für das Strafverfahren gegen zu einer Straftat verlockte Personen zu ziehen.

### Urteile des EGMR
- Teixeira de Castro/Portugal, Urteil vom 9. Juni 1998, 44/1997/828/1034
- Ramanauskas/Litauen, Urteil vom 5. Februar 2008, 74420/01
- Malininas/Litauen, Urteil vom 1. Juli 2008, 10071/04
- Scholer/Deutschland, Urteil vom 18. Dezember 2014, 14212/10
- Furcht/Deutschland, Urteil vom 23. Oktober 2014, 54648/09, NJW 2015, 3631
- Akbay/Deutschland, Urteil vom 15. Oktober 2020, 40495/15

## Beispiele

### Deutschland
- Peter Urbach, ein V-Mann des Berliner Verfassungsschutzes, lieferte Ende der 1960er-Jahre Bomben und Waffen an Personen aus der Berliner Studentenbewegung, die später zu den Gründungsmitgliedern der Rote Armee Fraktion gehörten. Urbach wurde vor allem durch seinen Einsatz bei einer Demonstration vor dem Gebäude des Springer-Konzerns am 11. April 1968 bekannt, die als Reaktion auf das Attentat auf Rudi Dutschke stattfand. Er versorgte die Demonstranten aus einem großen Weidenkorb mit etwa einem Dutzend zündfertiger Molotowcocktails. Dies führte mit zur gewalttätigen Eskalation der Demonstration und zum Abbrennen mehrerer Lieferwagen des Verlags.[20][21][22] Die Ereignisse wurden als Osterunruhen bekannt und zählen bis heute zu den schwersten Ausschreitungen in der Geschichte der Bundesrepublik. Außerdem besorgte er 1968 eine Bombe für einen Anschlag auf das jüdische Gemeindehaus durch die Tupamaros West-Berlin. Er erhielt nach seiner Enttarnung vom Verfassungsschutz eine neue Identität im Ausland.

- Im Zuge des NPD-Verbotsverfahrens im Jahr 2001 wurde bekannt, dass NPD-Schlüsselpersonen V-Männer des Verfassungsschutzes waren und gerade deren Äußerungen als Grund für den Verbotsantrag vorgebracht wurden.

### Andere Länder
- Die zaristische Geheimpolizei Ochrana setzte Agents Provocateurs in den revolutionären Bewegungen Russlands ein, einer der bekanntesten war Jewno Fischelewitsch Asef. Er verriet seine Genossen gegen Geld an die Polizei, organisierte aber gleichzeitig Mordanschläge wie den auf den russischen Innenminister Wjatscheslaw Konstantinowitsch von Plehwe 1904 und auf den Großfürsten Sergei Romanow, einen Onkel des Zaren, im Jahr 1905.
- In den USA gehörte es bis zur Abschaffung der „Sodomiegesetze“ in den 1960er- und 1970er-Jahren zur Routine der Polizei, männliche Homosexuelle durch Lockspitzel auf öffentlichen Toiletten und ähnlichen Orten zu (damals illegalen) sexuellen Handlungen zu bewegen, um sie sofort anschließend unter dem Vorwurf der lewdness (deutsch: Unanständigkeit) festzunehmen.
- Beim Volksaufstand in Thailand 1973 schossen Angehörige einer Spezialeinheit von einem Hausdach sowohl auf Demonstranten als auch auf Polizisten.[23]
- Bei den Ausschreitungen in der Ukraine im Rahmen des Euromaidan gibt es Hinweise, dass Scharfschützen aus der Maidan-Bewegung heraus engagiert wurden, um auf eigene Demonstranten zu feuern, mit dem Ziel, die Proteste zu eskalieren.[24]
- Mittels der fingierten Website Amantideibambini konnte die italienische Polizei 1000 Kinderpornografiekonsumenten überführen.
- Die australische Polizei betrieb von Oktober 2016 bis September 2017 die Kinderpornografie-Plattform „ChildsPlay“. Der Gründer und eigentliche Betreiber der Seite, ein Kanadier mit Decknamen „WarHead“, war bereits Ende September 2016 identifiziert und verhaftet worden. Anstatt nun die Seite abzuschalten, wurde sie von der australischen Polizei übernommen und elf Monate lang weiterbetrieben, vorgeblich mit dem Ziel, möglichst viele Produzenten und Konsumenten von Kinderpornografie zu überführen. In dieser Zeit schwoll „ChildsPlay“ auf über eine Million registrierte Nutzer an und eine Fülle kinderpornografischer Bilder und Filme wurde mit Hilfe dieser Plattform weltweit verbreitet.[25]